# 梅崎作太郎
梅崎 作太郎（うめさき さくたろう　1916年 - 1944年12月）は、日本の元アマチュア野球選手。秋田県出身。ポジションは投手。

## 来歴・人物
1916年、秋田市に生まれた。秋田中学（現・秋田県立秋田高等学校）在学中は、甲子園に4回出場。夏のみ。4回（1931年～1934年まで4年連続）出場し、最後の出場となった1934年夏の大会ではベスト4に入る健闘を見せた（準決勝で、藤村富美男らを擁した優勝候補筆頭の呉港中学〈現・呉港高等学校〉と当たり0-9で大敗）。梅崎、赤根谷飛雄太郎（梅崎のライバルで、秋田商出身。後に急映・東急でプレー）、渡辺誠太郎（土崎商出身。後に阪神等でプレー）の三人を称して、「戦前秋田の三大投手」と呼ばれた。
1935年に秋田中を卒業後は、東京製鐵野球部でもプレーした。その後応召され、1944年12月（正確な死没日は不明）にニューギニア島で戦死した。享年28。
東京ドーム内の野球殿堂博物館にある戦没野球人モニュメントに、彼の名が刻まれている。また大仙市にある「かみおか嶽雄館」の「野球ミュージアム」では、「戦前秋田の三大投手」の赤根谷と渡辺、佐々木吉郎（元大洋。完全試合達成者。）らと共に梅崎の写真も展示されている。